# Dystymia
Dystymia (z greki: δυσθυμία „zły stan umysłu”), depresja nerwicowa, depresyjne zaburzenie osobowości, przewlekła depresja z lękiem – typ depresji charakteryzujący się przewlekłym (trwającym minimum 2 lata lub dłużej) obniżeniem nastroju o przebiegu łagodniejszym niż w przypadku depresji endogennej. Szacuje się, że około 2–5% populacji ogólnej wykazuje objawy dystymiczne.
Ze względu na łagodniejsze niż w przypadku cięższych depresji objawy (myśli i tendencje samobójcze występują prawie o połowę rzadziej niż w dużej depresji (według DSM-IV)), zazwyczaj pozostaje nierozpoznana i nieleczona, mając przy tym duży wpływ na życie chorego i jego bliskich.
Nieleczona dystymia może trwać nawet całe życie. Zazwyczaj chory tak bardzo przyzwyczaja się do ciągle obniżonego nastroju, że wydaje mu się on normalnym elementem jego osobowości – sporadycznie używana nazwa depresyjne zaburzenie osobowości sugeruje taką możliwość.

## Przyczyny
Wydaje się, że przyczyny są typu biologicznego, być może też rolę odgrywają czynniki genetyczne – podobnie jak w przypadku depresji endogennej. Jednak niektóre badania wskazują na nerwicowy charakter tego przewlekłego schorzenia i rolę czynników środowiskowych.

## Objawy

### Objawy kliniczne
Diagnoza dystymii wymaga obecności przynajmniej dwóch z następujących objawów, utrzymujących się przynajmniej 2 lata, a okresy remisji, o ile występują, trwają nie dłużej niż 2 miesiące:
- zaburzenia łaknienia,
- zaburzenia snu,
- uczucie zmęczenia,
- deficyt uwagi,
- trudności decyzyjne,
- niska samoocena,
- poczucie beznadziejności.

U dzieci i młodzieży symptomy te muszą utrzymywać się przez rok, aby można było rozpoznać to schorzenie. Głównym objawem dystymii dziecięcej/młodzieńczej może być ogólne poirytowanie i niechęć do działania, niekoniecznie smutek.
Ponadto często występują:
- częściowa anhedonia,
- ogólny brak motywacji,
- ograniczenie zainteresowań,
- niechęć do kontaktów towarzyskich,
- stałe uczucie bezsensu i marnowania czasu, nudy i wewnętrznej pustki,
- czasem zmniejszona dbałość o higienę osobistą (w cięższych przypadkach).

Objawem może być również swoiste napięcie psychiczne, zamartwianie się, czasem lęk; jest on zbliżony do niepokoju odczuwanego w zespole lęku uogólnionego – u połowy chorych na dystymię występuje także to zaburzenie.
Dystymikom wszystko wydaje się trudniejsze niż przeciętnym ludziom, na ogół też płytkie. Osoby te sprawiają wrażenie ponurych, ciągle niezadowolonych i leniwych, rzadko się śmieją. Nic ich nie cieszy albo cieszy w niewielkim stopniu, wyraźnie słabiej niż innych. Do najciekawszych nawet czynności podchodzą zwykle bez entuzjazmu. Zdarzają się też zaburzenia postawy ciała, najpewniej jako skutek ogólnego uczucia zmęczenia. Odpoczynek (zwykle bierny) jest zazwyczaj nieefektywny – dystymicy na ogół nie potrafią wypoczywać.
Objawy dystymii mają tendencję do nasilania się w godzinach popołudniowych. Ryzyko wystąpienia dystymii jest większe wśród krewnych pierwszego stopnia chorych na depresję endogenną oraz wśród kobiet.
Zachorowanie następuje w młodości – najczęściej w wieku dojrzewania, choć dość często zapadają na nią również osoby pomiędzy 20. a 30. rokiem życia, dzieci, a niekiedy ludzie starsi.

### Współzachorowalność
Dystymia towarzyszy niekiedy zaburzeniom osobowości, zwłaszcza osobowości unikającej, a także zespołowi natręctw i fobii społecznej.

## Zjawisko podwójnej depresji
U części osób cierpiących na dystymię zdarzają się epizody cięższej depresji, nazywane wtedy podwójną depresją. Sama nazwa nie jest ujęta w oficjalnych klasyfikacjach, jednakże z pewnych względów używana bywa w opisach klinicznych.

## Leczenie
W leczeniu dystymii postępowaniem z wyboru jest farmakoterapia i leki przeciwdepresyjne. Nie stwierdzono, aby skuteczność którejś z klas leków przeciwdepresyjnych była istotnie większa. Wykazano również skuteczność atypowych neuroleptyków – sulpirydu i amisulprydu. Leczeniem drugiego rzutu lub wspomagającym jest psychoterapia (zalecana jest terapia poznawczo-behawioralna lub interpersonalna).